# Norseman
Norseman is een plaats in de regio Goldfields-Esperance in het zuidoosten van West-Australië. Het ligt 726 kilometer ten oosten van Perth, 203 kilometer ten noorden van Esperance en 196 kilometer ten zuiden van Kalgoorlie. Norseman is het beginpunt van de Eyre Highway en het laatste grote dorp voor de grens met Zuid-Australië 720 kilometer verder. In 2021 telde het 562 inwoners.

## Geschiedenis
De zoektocht naar goud leidde tot de vestiging van Norseman op de traditionele gronden van de Kalaako, een aboriginesvolk. Tegenwoordig zijn er een aantal kleinere goudmijnbedrijfjes in de streek. Central Norseman Gold Corporation is een groter bedrijf. In 1892 werd voor het eerst goud gevonden, 10 kilometer ten zuiden van Norseman, in Dundas. Het Dundas Field werd in augustus 1893 in het leven geroepen en het dorp Dundas werd er gesticht.
In 1894 ontdekten Lawrence Sinclair, zijn broer George Sinclair en Jack Alsopp een rijke goudader. Sinclair noemde die Hardy Norseman, naar zijn paard. De familie was in 1863 van de Shetlandeilanden overgekomen. De broer van Lawrence werkte in Esperance als postmeester en telegrafist. In januari 1895 vroeg de mijnopzichter de regering om een dorp uit te roepen voor de ongeveer 200 mijnwerkers die waren aangekomen. Het werd officieel gesticht op 22 mei 1895. De aboriginesnaam voor de streek is "Jimberlana". De mijnondernemer Ernest McCaughan uit Melbourne leidde een ploeg van 13 mannen per schip van Melbourne naar Esperance en dan te voet over land. Zij ontdekten het centrum van het goudveld. Hij ontwikkelde later belangrijke aandelen in de mijnindustrie in West-Australië en Tasmanië.
Door het bestaan van Dundas had Norseman het aanvankelijk moeilijk om zich te ontwikkelen. Maar tussen 1895 en 1901 kwamen er toch banken, een postkantoor, een dokter, een rechtszaal, winkels, brouwerijen en kerken. In 1898 had Norseman 418 inwoners, 262 mannen en 156 vrouwen. In 1899 begon Cobb & Co met postkoetsen post te leveren in Norseman. 
In 1909 werd een spoorweg aangelegd tussen Coolgardie en Norseman en in 1929 werd de lijn doorgetrokken tot Esperance. Een theaterzaal voor 600 toeschouwers werd in 1910 gebouwd. Door de Eerste Wereldoorlog en een dip in de goudproductie had het dorp in 1920 nog maar een driehonderdtal inwoners. In 1935 kwam de Western Mining Corporation aan in Norseman en investeerde aanzienlijk in infrastructuur. Nieuwe asfaltwegen, elektriciteit en een verlenging van het Goldfields Water Supply Scheme werden aangelegd. In 1953 werd er een olympisch zwembad gebouwd.
Ooit lag bij Norseman het op een na rijkste goudveld na de Gouden Mijl van Kalgoorlie. Er wordt gesteld dat sinds 1892 meer dan 150 ton goud uit de grond is gehaald. De Norseman Gold Mine is de langst continu opererende goudmijn in Australië. In 2006 was ze meer dan 65 jaar in werking en produceerde meer dan 155 ton goud (5.5 miljoen ounces).

## Beschrijving
Norseman is een klein bedrijvig dorp en het administratieve en dienstencentrum van het lokale bestuursgebied (LGA) Shire of Dundas. De belangrijkste economische sectoren zijn de mijnindustrie en toerisme. Het uitzicht wordt gedomineerd door enorme steenbergen.
Norseman heeft een gemeenschapscentrum, bibliotheek, jeugdcentrum, zwembad, gemeenschapszaal, een districtsschool met lager en secundair onderwijs en verscheidene sportfaciliteiten.

## Toerisme
Men kan in de wijde omgeving naar de Dundas Rocks, Mt Jimberlana, Lake Cowan Lookout, Beacon Hill en Peak Charles.
In het dorp verhalen het historisch museum en het Phoenix Park over de geschiedenis van de mijnindustrie.
De The Granite Woodlands Discovery Trail is een toeristische autoroute naar Hyden en Wave Rock. Het is een alternatieve route naar Perth, door een van grootste ongerepte bossen ter wereld, The Great Western Woodlands. Er zijn veel wandelpaden onderweg.

## Transport
Norseman ligt op het kruispunt van de Eyre Highway en de Coolgardie–Esperance Highway. De GE3-busdienst van Transwa, die Kalgoorlie met Esperance verbindt, doet Norseman enkele keren per week aan.
Norseman heeft een startbaan: Norseman Airport (IATA: NSM, ICAO: YNSM).

## Klimaat
Norseman heeft een steppeklimaat. 
| Maand                                  | jan  | feb  | mrt  | apr  | mei  | jun  | jul  | aug  | sep  | okt  | nov  | dec  | Jaar  |
| -------------------------------------- | ---- | ---- | ---- | ---- | ---- | ---- | ---- | ---- | ---- | ---- | ---- | ---- | ----- |
| Hoogste maximum (°C)                   | 46,0 | 44,9 | 43,8 | 37,0 | 33,3 | 27,8 | 27,7 | 32,5 | 35,6 | 40,0 | 41,1 | 44,9 | 46,0  |
| Gemiddeld maximum (°C)                 | 32,5 | 31,3 | 28,8 | 24,5 | 20,4 | 17,4 | 16,8 | 18,4 | 21,6 | 24,9 | 28,0 | 30,7 | 24,6  |
| Gemiddeld minimum (°C)                 | 15,8 | 15,9 | 14,5 | 11,6 | 8,5  | 6,3  | 5,2  | 5,4  | 7,4  | 9,7  | 12,2 | 14,0 | 10,5  |
| Laagste minimum (°C)                   | 6,0  | 6,3  | 3,3  | 0,6  | −2,3 | −4,6 | −3,1 | −2,2 | −3,0 | −0,7 | 2,2  | 3,6  | −4,6  |
|                                        |      |      |      |      |      |      |      |      |      |      |      |      |       |
| Neerslag (mm)                          | 19,8 | 25,2 | 23,9 | 23,6 | 30,6 | 30,3 | 26,9 | 25,1 | 21,1 | 20,3 | 20,5 | 21,3 | 288,6 |
| Bron: Australian Bureau of Meteorology |      |      |      |      |      |      |      |      |      |      |      |      |       |

## Galerij

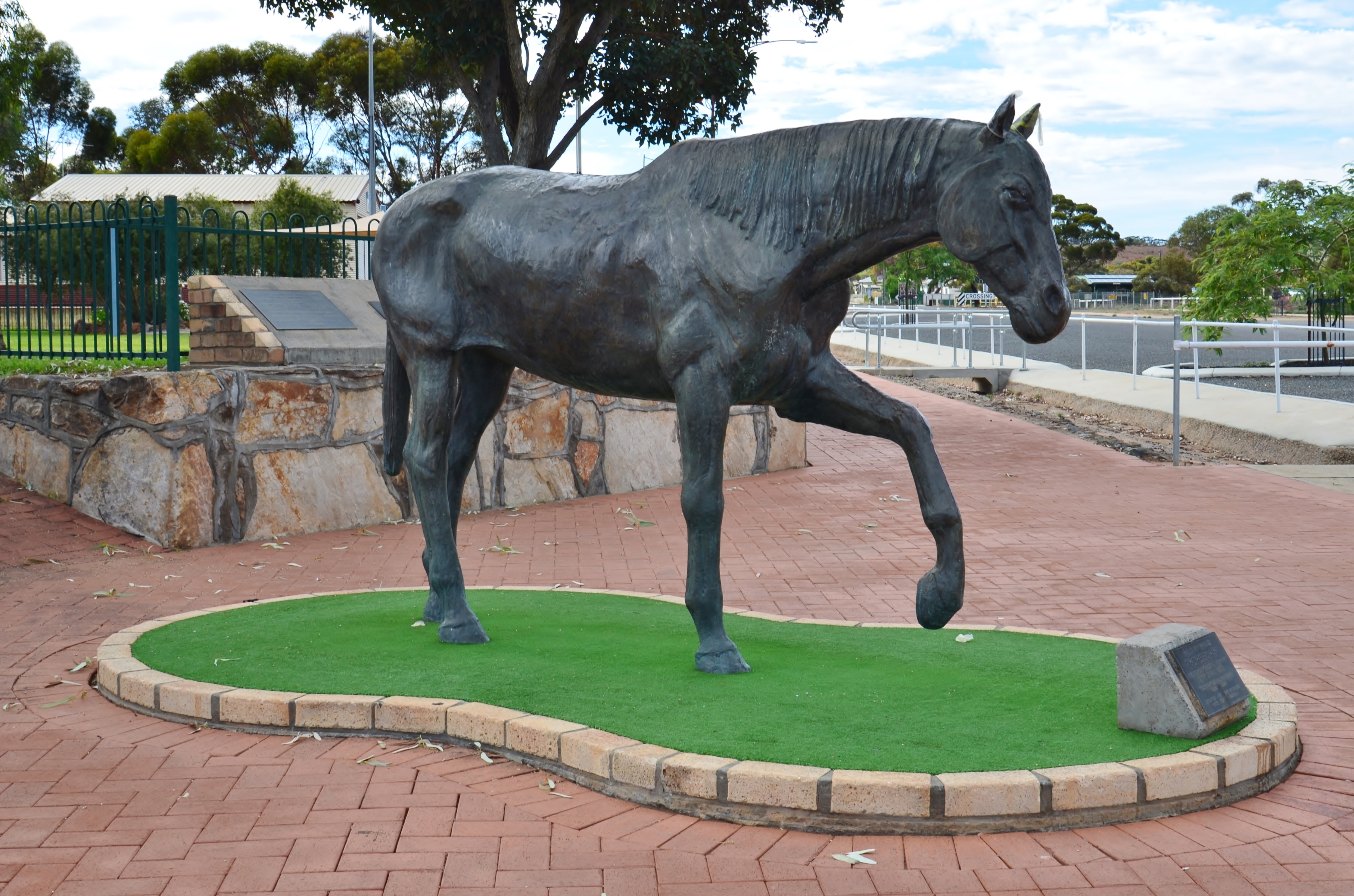
Hardy Norseman standbeeld
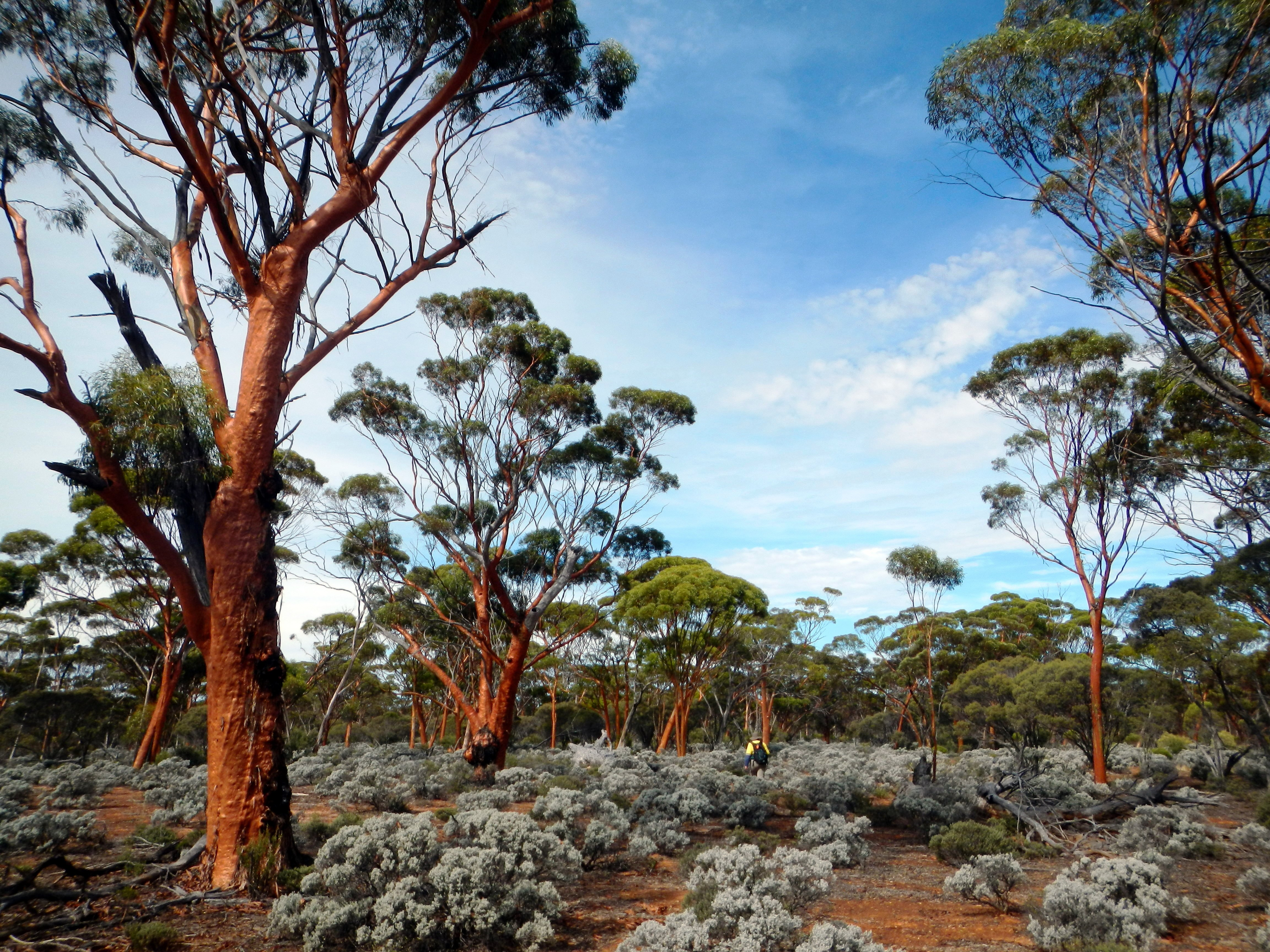
Great Western Woodlands

Agnew · Balagundi · Balgarri · Bardoc · Beria · Black Flag · Bonnie Vale · Boorara · Boulder · Broad Arrow · Buldania · Bullabulling · Bulong · Burbanks · Burtville · Callion · Cascade · Comet Vale · Condingup · Coolgardie · Coonana · Cosmo Newbery · Cundeelee · Dalyup · Davyhurst · Duketon · Dundas · Dunnsville · Esperance · Eucla · Eulaminna · Euro · Feysville · Forrest · Gibson · Gindalbie · Golden Ridge · Goongarrie · Grass Patch · Gudarra · Gwalia · Higginsville · Hopetoun · Israelite Bay · Jerdacuttup · Kalgoorlie · Kambalda · Kambalda West · Kanowna · Kathleen · Kintore · Kookynie · Kurnalpi · Kunanalling · Kundana · Kurrajong · Kurrawang · Lakewood · Laverton · Lawlers · Leinster · Leonara · Linden · Londonderry · Loongana · Malcolm · Menzies · Mertondale · Mount Burges · Mount Ida · Mount Margaret · Mount Morgans · Mulgarrie · Mulwarrie · Mulline · Mungari · Munglinup · Murrin Murrin · Niagara · Norseman · Ora Banda · Princess Royal · Ravensthorpe · Rawlinna · Salmon Gums · Scaddan · Sir Samuel · Tampa · Vivien · Warburton · Waverley · Widgiemooltha · Windanya · Wingellina · Woodarra · Yarri · Yerilla · Yunndaga · Yundamindera · Zanthus